# رباعيات الخياشيم
رباعيات الخياشيم (الاسم العلمي: Tetrabranchiata)، طويئفة رخويات من رأسيات القدم ذات أربع خياشيم. تضم عدد من الأجناس والأنواع الحية والأحفورية وبعضها (أحفوريات حية).